# Argyrochlamys impudicus
Argyrochlamys impudicus är en tvåvingeart som beskrevs av Lamb 1922. Argyrochlamys impudicus ingår i släktet Argyrochlamys och familjen styltflugor. Inga underarter finns listade i Catalogue of Life.